# Crosswell Glacier
Crosswell Glacier är en glaciär i Antarktis. Den ligger i Västantarktis. Chile gör anspråk på området. Crosswell Glacier ligger 981 meter över havet.
Terrängen runt Crosswell Glacier är bergig österut, men västerut är den kuperad. Crosswell Glacier ligger nere i en dal. Trakten är obefolkad. Det finns inga samhällen i närheten. 